# 776

## أحداث
- 24 أبريل - الإمبراطور البيزنطي ليو الرابع الخزري يعين ابنه قسطنطين السادس كحاكم شريك على عرش الإمبراطورية

## مواليد
- سحنون بن سعيد التنوخي
- محمود بن خداش الطالقاني
- أحمد بن أبي دؤاد

## وفيات
- ابن ميادة